# 木村乡
木村乡，是中华人民共和国河北省石家庄市新乐市下辖的一个乡镇级行政单位。

## 行政区划
木村乡下辖以下地区：
木村、西曹村、北刘家庄村、新义庄村和中同村。